# Associazione Sportiva Dilettantistica Volturno Sporting Club
Associazione Sportiva Dilettantistica Volturno Sporting Club je talijanski vaterpolski klub iz pokrajine Kampanije.
Zlatne godine ovog kluba bile su prve polovice 1990-ih. Nakon što su skoro bili prvacima, uslijedio je oštri pad i u dvije su godine ispali dvaput u niži razred natjecanja.

## Uspjesi

### Talijansko prvenstvo
- 1986./87.  - pobjednici 2. lige, plasirali su se u 1. ligu
- 1988./89.  - doprvaci 2. lige, plasirali su se u 1. ligu

- 1991./92. treći u ligi, 2 boda iza drugog, ispali u četvrtzavršnici doigravanja
- 1992./93. peti u ligi, ispali u četvrtzavršnici doigravanja
- 1993./94. prvaci lige, doprvaci u doigravanju, izgubili od 3. Posillipa, od kojeg su u ligi ili bolji za 8 bodova

### Europski kupovi
1991./92. igrao je u završnici Kupa pobjednika kupova, kad su izgubili od katalunskog kluba Catalunye.
1992. su osvojili COMEN kup.
1993./94. igrao je u završnici Kupa LEN, kad su izgubili od talijanskog predstavnika Racinga Rome.

## Poznati igrači
- Dubravko Šimenc (1992./93.)
- Milivoj Bebić
- Manuel Estiarte (1994./95.)
- Massimiliano Ferretti (1993./94.)
- Fabio De Nicola (1996. – 2001., 2005. – 2007.)